# Ángela Rodríguez Martínez
Ángela Rodríguez Martínez coneguda com a "Pam" (Pontevedra, 2 d'octubre de 1989) és una política feminista militant de Podemos de Galícia, diputada de la XI i XII legislatures en el Congrés dels Diputats, pel grup parlamentari Podem - En Comú Podem - En Marea (GP-EC-EM). És Vicepresidenta Segona de la Comissió d'Igualtat i portaveu adjunta a més a més de vocal de la Subcomissió Pacte d'Estat en matèria de Violència de Gènere .

## Biografia
És llicenciada en Filosofia per la Universitat de Santiago de Compostel·la, El 2014 va realitzar un màster de Creació i Recerca en Art Contemporani a la Universitat de Vigo. Ha treballat com a investigadora en la Universitat de Belles Arts.

### Trajectòria política
Activista del moviment 15M a Galícia, al 2015 va ser Secretària de Coordinació i Igualdade de Podemos Galícia, Per l'abril de 2016 va optar a la Secretaria General de Podemos Galícia, recolzada per Iñigo Errejón, a la candidatura "Àgora Podemos", i va perdre enfront de Carmen Santos al capdavant de la candidatura "Un Mar de Xente" que es va imposar amb el 41,14% dels vots davant del 39,38% dels sufragis obtinguts per Rodríguez.

### Diputada al Congrés
El 2015 va ser la número dos en la llista d'En Marea, coalició dels partits Podemos Anova-Irmandade Nacionalista i Esquerda Unida a les eleccions generals del 20 de desembre i aconseguí un escó al Congrés dels Diputats per Pontevedra. A la XII legislatura assumeix com a diputada, entre d'altres, les responsabilitats de vicepresidència segona de la Comissió d'Igualtat i de portaveu adjunt d'aquesta comissió. També és vocal de la Subcomissió Pacte d'Estat en matèria de Violència de Gènere".
L'agost de 2016 va denunciar a través de les xarxes socials haver sofert un tracte vexatori en el Congrés dels Diputats, en anar a recollir l'acreditació com a diputada, per part de diversos agents de policia a causa de la seva joventut.